# Ángel Roberto Amarilla Nescano
Ángel Roberto Amarilla Nescano (Eusebio Ayala, 27 de juliol de 1981) és un exfutbolista paraguaià, que ocupava la posició de defensa central.

## Trajectòria
Comença a destacar al conjunt de l'Atlético Rafaela. El 1999 és fitxat pel València CF, que l'incorpora al seu filial. A l'any següent ja és present amb el primer equip, però no arriba a debutar amb els de Mestalla a la màxima categoria. Sí que ho faria en Champions League, en un partit contra l'Sturm Graz a la temporada 00/01.
L'any i mig següent seria cedit al Getafe CF i al CD Badajoz, ambdós equips de Segona Divisió. Sense lloc al València, retornaria a Sud-amèrica, de nou en cessió, primer al Racing Club de Avellaneda argentí i després al Cerro Porteño del seu país.
En finalitzar la campanya 04/05, en la qual no va jugar amb el primer conjunt valencianista, el defensa continua la seua carrera en equips modestos, com ara el Burjassot (05/07), la UE Alzira (07/09) i la UE Sant Andreu (09/10). La temporada següent tornà a jugar amb l'Alzira, renovant el seu contracte en estiu de 2011, tanmateix, poc després rescindiria el seu contracte, abandonant la UE Alzira per a fitxar per l'Huracan Valencia.